# 何棠下站
何棠下站是广州地铁14号线知识城支线的一座車站，位於中國廣東省廣州市黄埔区知识大道、开阳五路和凤湖四路口的地底。2017年12月28日随14号线知識城支線通车而启用。

## 車站結構

### 車站樓層
本站共有兩層，地面為车站各出入口，周边为知识大道、开阳五路、凤湖四路、知识城腾飞园、万科幸福誉、中山大学附属肿瘤医院及附近其它建築，地下一層为站厅层；地下二層為14號綫月台。
| 地下一层 | 站厅                       | 售票機、客服中心、商店、警务室、安检设施 |  |  |
| 地下二层 | 2 站台                     | █14号线 新和方向（下站：知识城）         |  |  |
|          | 岛式站台（卫生间、母婴室） |                                          |  |  |
|          | 1 站台                     | █14号线 镇龙方向（下站：旺村）           |  |  |

### 站厅

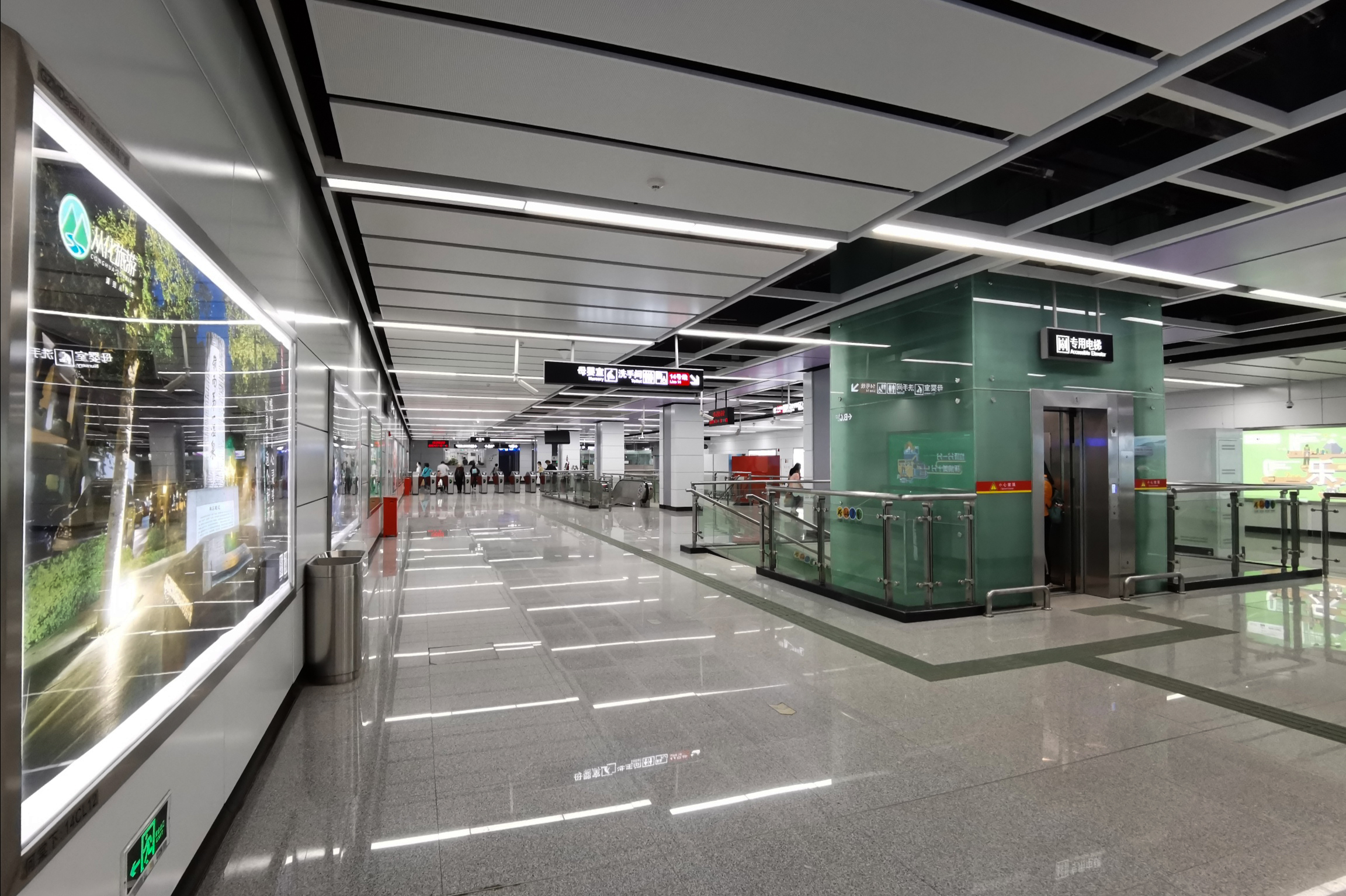
站厅

何棠下站站厅設有售票機及客務中心，亦设有自动照相机和自动售卡/充值机等设施。
为方便行人进出，何棠下站站厅西侧被划分为收费区，收费区内设有一台专用电梯，以及多部扶手电梯和楼梯供乘客来往于站厅及月台层。

### 月台
本站設有一個島式月台，位於知识大道地底。本站的卫生间以及母婴室设于站台往新和方向的一侧。

2号站台全景图

### 出入口
何棠下站目前设有4个出入口供乘客进出。其中D出入口设有专用电梯。
本站开通初期仅在九龙大道东侧设有C、D两个出入口供乘客进出；位于西侧的A、B口延至2019年1月14日下午启用。
|                                           |                                                       |      |          |                                                                          |
| 編號                                      | 设施                                                  | 照片 | 出口指示 | 建議前往的目的地                                                         |
| A                                         | 扶手电梯标志                                          |      | 知识大道 | 凤湖四路、知识城南（凤湖四路）公交车站（西南行）                         |
| B                                         | 盲道标志 · 扶手电梯标志                               |      | 知识大道 | 地铁何棠下站（知识城南）公交车站（东南行）                               |
| C                                         | 盲道标志 · 扶手电梯标志                               |      | 知识大道 | 地铁何棠下站（知识城南）公交车站（西北行）                               |
| D                                         | 盲道标志 · 升降机标志 · 无障碍通道标志 · 扶手电梯标志 |      | 知识大道 | 凤湖四路、中山大学附属肿瘤医院黄埔院区、知识城南（地铁何棠下站）公交总站 |
| 註： 設有 \| 設有 \| 設有 \| 設有扶手電梯 |                                                       |      |          |                                                                          |

## 接駁交通
何棠下站旁的知识大道设有地铁何棠下站（知识城南）公交车站，在凤湖四路设有知识城南（凤湖四路）公交车站。
| \| 编号 \| 编号 \| 线路 \| 线路 \| 线路 \| 收费 \| 运营商 \| 备注 \| \| ---- \| ----- \| ------------------------ \| ---- \| ------------------------ \| ---- \| -------- \| ---------------- \| \| \| 343 \| 龙狮璟珑府 \| ⇆ \| 凤尾村委 \| 2元 \| 珍宝巴士 \| 30分/班 \| \| \| 345 \| 家和天曜 \| ⇆ \| 知识城南（地铁何棠下站） \| 3元 \| 珍宝巴士 \| 不大于15–30分/班 \| \| \| 352A \| 洋田村（文娱广场） \| ⇆ \| 知识城南（地铁何棠下站） \| 2元 \| 珍宝巴士 \| 30分/班 \| \| \| 365 \| 黄埔低空经济创新中心 \| ⇆ \| 知识城南（地铁何棠下站） \| 3元 \| 珍宝巴士 \| 不大于25分/班 \| \| \| 370 \| 科教城西公交总站 \| ⇆ \| 创新大道（万科幸福荟） \| 3元 \| 巴士四分 \| 30分/班 \| \| \| 夜126 \| 地铁镇龙站 \| ⇆ \| 地铁红卫站 \| 3元 \| 巴士四分 \| 370路附属线路 \| \| \| 夜130 \| 知识城南（地铁何棠下站） \| ↺ \| 知识城南（地铁何棠下站） \| 3元 \| 珍宝巴士 \| 352A路附属线路 \| |       |                          |      |                          |      |          |                  |
| 编号 | 编号  | 线路                     | 线路 | 线路                     | 收费 | 运营商   | 备注             |
| | 343   | 龙狮璟珑府               | ⇆    | 凤尾村委                 | 2元  | 珍宝巴士 | 30分/班          |
| | 345   | 家和天曜                 | ⇆    | 知识城南（地铁何棠下站） | 3元  | 珍宝巴士 | 不大于15–30分/班 |
| | 352A  | 洋田村（文娱广场）       | ⇆    | 知识城南（地铁何棠下站） | 2元  | 珍宝巴士 | 30分/班          |
| | 365   | 黄埔低空经济创新中心     | ⇆    | 知识城南（地铁何棠下站） | 3元  | 珍宝巴士 | 不大于25分/班    |
| | 370   | 科教城西公交总站         | ⇆    | 创新大道（万科幸福荟）   | 3元  | 巴士四分 | 30分/班          |
| | 夜126 | 地铁镇龙站               | ⇆    | 地铁红卫站               | 3元  | 巴士四分 | 370路附属线路    |
| | 夜130 | 知识城南（地铁何棠下站） | ↺    | 知识城南（地铁何棠下站） | 3元  | 珍宝巴士 | 352A路附属线路   |

## 历史
本站在规划及建设期间称为知识城南站，在2017年4月廣州地鐵集團向廣州市民政局地名委員會申報14号线知识城支线车站沿线站名，最終確定以何棠下站作為車站正式名稱。
2010年，《广州市轨道交通2011～2015年建设方案和2020年规划方案公示》提出兴建14号线一期及支线。当时的知识城支线由新和站到知识城南站，本站作为知识城支线的南端终点站。后来为了与21号线换乘而延长至镇龙站，因此本站成为中途站。
本站主体结构于2015年5月开始施工，2016年2月封顶；2016年5月15日，本站至知识城站的右綫盾構隧道貫通。
2017年9月，本站完成三权移交。同年12月28日，本站随14号线知识城支线通车而启用。2019年1月14日下午，本站A、B出入口启用。